# Manuel Ibarz i Casadevall
Manuel Ibarz i Casadevall (Girona, 29 d'octubre de 1947 - 24 de juny de 2022) fou un advocat i polític català, diputat al Parlament de Catalunya en la VII Legislatura i senador en la V Legislatura.

## Biografia
Llicenciat en dret per la Universitat de Barcelona, exercí com a advocat pel Col·legi d'Advocats de Girona i pel Col·legi d'Advocats de Figueres.
Fou delegat territorial del Departament de Comerç, Consum i Turisme de la Generalitat de Catalunya. Militant d'UDC, fou escollit senador per CiU per la província de Girona a les eleccions generals espanyoles de 1993. Fou portaveu adjunt del grup parlamentari català en el Senat, i vicepresident segon de les comissions de justícia, de peticions, de la comissió mixta per a la Unió Europea i de la comissió d'autonomies i organització i administració territorial.
Posteriorment abandonà UDC. Fou elegit diputat com a independent pel Partit Popular a les eleccions al Parlament de Catalunya de 2003. Fins a 2006 fou president de la Comissió de Política Territorial del Parlament de Catalunya. Després ha exercit com a assessor del PP al Parlament de Catalunya i en 2015 fou nomenat membre de la Comissió de Garantia del Dret d'Accés a la Informació Pública.